# Аверкин, Александр Петрович
Алекса́ндр Петро́вич Аве́ркин (10 февраля 1935, д. Шафторка, Рязанская область — 6 августа 1995, Москва) — советский композитор, баянист. Заслуженный деятель искусств Российской Федерации (1994). Заслуженный деятель искусств Мордовской АССР (1976).

## Биография
Окончил ремесленное училище, работал слесарем-жестянщиком на ВДНХ. Служил танкистом в Таманской дивизии.
В 1952—1954 гг. работал баянистом-концертмейстером различных ансамблей. В 1959—1961 гг. учился в Музыкальном училище им. Гнесиных. В 1952—1955 гг. участвовал в семинаре самодеятельных композиторов при Союзе композиторов СССР (руководитель — А. С. Абрамский).
В 1962—1967 гг. — инструктор Политуправления Московского военного округа. С 1968 — член Союза композиторов СССР. С 1970 г. — художественный руководитель ансамбля Москонцерта «Рождение песни». В 1975 окончил дирижёрско-оркестровое отделение Московского института культуры.

Могила А. П. Аверкина. Автор надгробия — скульптор Б. С. Горбунов (Рязань)

Похоронен в Москве на Новокунцевском кладбище.

## Личная жизнь
Отец — Пётр Егорович Аверкин; погиб при обороне Москвы. Мать — Анна Алексеевна.
В 1950-х годах несколько лет прожил в гражданском браке с Л. Г. Зыкиной.
Имел двух внебрачных сыновей и дочь, рождённую в первом браке с певицей Любовью Екименко (Кузьмичевой).
Жена — Аверкина Галина Васильевна. В феврале 2025 года в интервью «КП-Рязань» Галина Васильевна впервые рассказала личную историю знакомства с Александром Аверкиным – от ухаживаний до свадьбы и знакомства с тёщей.
Александр Петрович говорит, приезжай на 1 Мая в Москву, просто погуляем. Я, конечно, поехала. Поездка была тайком от мамы. Позвонила Александру Савватьевичу Абрамскому, у него был телефон, а у Александра Петровича телефона не было. Сказала, какой электричкой приезжаю. Саша меня встретил с шикарным букетом, и мы пошли гулять.Галина Аверкина

## Творчество
оперы, оперетты
- «Золотой колосок» (детская опера)
- «Печорские зори» (1963, оперетта)
- «Пора антоновки» (муз. комедия)
- Приз господина Арно (оперетта)

концерты
- для баяна с оркестром народных инструментов (1974)
- для балалайки с оркестром народных инструментов (1972)

пьесы
- для двух баянов

музыка к спектаклям и кинофильмам
песни — более 500, популярны
- Ты меня не любишь не жалеешь (стихи С. Есенина)
- Зачем меня ты беспокоишь (стихи и музыка А.Аверкина)
- Вы куда летите лебеди (стихи В.Бокова)
- Песня о детстве (стихи и музыка А.Аверкина)
- Хочу тебе понравиться (стихи и музыка А.Аверкина)
- Обошла меня любовь (стихи В.Бокова)
- Иди сторонкою (у дуба старого) (стихи В.Бокова)
- Летит лебедушка (стихи и музыка А.Аверкина)
- Ходит любовь (стихи В.Андриянова)
- «На побывку едет» (сл. В. Бокова, 1952)
- «Ярославские ребята» (сл. А. Вихрева, 1954)
- «Жду я тебя» (сл. И. Дремова, 1957)
- «Милая мама» (сл. И. Лашкова, 1960)
- «Моя страна» (сл. И. Дремова, 1960)
- «Мне берёзка дарила серёжки» (сл. В. Харитонова, 1962)
- «Почавочки» (сл. В. Туркина, 1966)
- «Люди России» (сл. В. Туркина, 1967)
- «Вдали от России» (сл. Б. Дубровина, 1968).
- «Маков цвет» (сл. В. Бокова)
- «Откровенные ребята» (частушки на стихи А. Вихрева)
- «Падают листья»

Песни А. Аверкина входили в репертуар Людмилы Зыкиной, Ольги Воронец, Александры Стрельченко, Анны Литвиненко, а также хоровых коллективов — Академического хора русской песни Всесоюзного радио и Центрального телевидения п/у Н.Кутузова, Рязанского народного хора, Волжского народного хора и др.
Избранные публикации
- Обручальное кольцо: Стихи, песни, частушки. — Саранск: Мордов. кн. изд-во, 1991. — 71 с. — 5000 экз. ISBN 5-7595-0610-2.
- Песни для голоса в сопровождении фортепиано/баяна/гитары. — М.: Музыка, 1985. — 85 с.
- Пьесы для дуэта баянов. — М.: Музыка, 1975. — 89 с.
- С песней по России. — М.: Сов. Россия, 1969. — 205 с.
- Хоры и песни без сопровождения и в сопровождении баяна. — М.: Музыка, 1986. — 47 с.
- Частушки, припевки, страдания. — М.: Советский композитор, 1992. — 96 с.
- Иванов Д. Г. Пора антоновки: муз. комедия в 2 д. с прологом и эпилогом / Комп. Александр Аверкин. — М.: ВААП-Информ, 1982. — 62 л. — 60 экз.

## Награды и признание
- Заслуженный деятель искусств Мордовской АССР (1976)
- Заслуженный деятель искусств Российской Федерации (26 мая 1994) — за заслуги в области музыкального искусства[10]
- Почётный гражданин города Сасово (Рязанская область), города Зеленокумска (Ставропольский край), села Мухоршибирь (Бурятия)

## Память
- Именем Александра Аверкина названы:
  - улица в городе Сасово
  - улица в городе Ялта, Крым
  - детская музыкальная школа
  - Музей русской песни[11].
- С 1997 г. в городе Сасово проводится ежегодный Всероссийский фестиваль народного творчества имени Александра Аверкина.
- Рязанская областная дума учредила премию Рязанской области имени А. П. Аверкина[12].